# Central (Arizona)
Central es un lugar designado por el censo ubicado en el condado de Graham en el estado estadounidense de Arizona. En el Censo de 2010 tenía una población de 645 habitantes y una densidad poblacional de 131,97 personas por km².
La comunidad tiene reputación cristiana, principalmente del movimiento SUD, quienes construyeron en la localidad el Templo del valle del Gila.

## Geografía
Central se encuentra ubicado en las coordenadas 32°52′5″N 109°47′29″O / 32.86806, -109.79139. Según la Oficina del Censo de los Estados Unidos, Central tiene una superficie total de 4.89 km², de la cual 4.89 km² corresponden a tierra firme y (0%) 0 km² es agua.

## Demografía
Según el censo de 2010, había 645 personas residiendo en Central. La densidad de población era de 131,97 hab./km². De los 645 habitantes, Central estaba compuesto por el 90.7% blancos, el 0.47% eran afroamericanos, el 0.62% eran amerindios, el 0.78% eran asiáticos, el 0% eran isleños del Pacífico, el 3.72% eran de otras razas y el 3.72% pertenecían a dos o más razas. Del total de la población el 14.11% eran hispanos o latinos de cualquier raza.